# 歯界展望
『歯界展望』（しかいてんぼう）は医歯薬出版が開業・勤務歯科医師、歯科スタッフを対象として発行している月刊誌。発行部数25,000部。
1921年に今田見信により『歯苑』として出版、1922年に『日本之歯界』と改題した。その後、1940年に他社の『日歯』、『中外歯科輯報』、『廣告之歯界』、『歯科時報』と合併、『歯科公報』（歯科公報社）となり、1944年には『日本歯科公報』（日本醫學雜誌株式會社）となる。1946年より『歯界展望』と改題、1951年に今田見信が医歯薬出版を設立し、『歯界展望』を継承発行した。